# خوارزمية في أي وقت
الخوارزمية أي وقت في علوم الحاوسب هي خوارزمية يمكنها إرجاع حل صالح لمشكلة ما حتى لو قُوطعت قبل انتهائها. من المتوقع أن تجد الخوارزمية حلولاً أفضل وأفضل كلما استمرت في العمل لفترة أطول.